# سانت خئان د بیلاترادا
سانت خئان د بیلاترادا (به اسپانیایی: Sant Joan de Vilatorrada) یک شهرستان در اسپانیا است که در کاتالونیا واقع شده‌است.

## خصوصیات
سانت خئان د بیلاترادا ۱۶٫۴۲ کیلومترمربع مساحت و ۱۰٬۴۷۴ نفر جمعیت دارد و ۲۷۷ متر بالاتر از سطح دریا واقع شده‌است.